# Julio Barrios
Julio Barrios (fl. XX secolo) è stato un calciatore uruguaiano, di ruolo portiere.

## Carriera

### Club
Barrios debuttò in massima serie uruguaiana nella stagione 1931 con il River Plate di Montevideo: vi rimase fino al 1936. In quell'anno fu ceduto al Peñarol, campione d'Uruguay in carica. Alla sua prima stagione con il club aurinegro vinse tre titoli: il campionato nazionale, la Copa Omar Fontana e la Copa Primavera. Nel 1938 replicò la vittoria del titolo nazionale. Nel 1941 si trasferì al River Plate di Buenos Aires, in Argentina, e Roque Máspoli lo sostituì nel ruolo di portiere del Peñarol. Giunto a Núñez prese parte ai primi anni della cosiddetta Máquina, vincendo due campionati argentini da titolare. Nel 1943 concluse la sua esperienza argentina e fece ritorno in patria.

### Nazionale
Barrios giocò due incontri con la Nazionale uruguaiana nel 1940.

## Palmarès
- Campionato uruguaiano: 2

Peñarol: 1937, 1938
- Copa Omar Fontana: 1

Peñarol: 1937
- Copa Primavera: 1

Peñarol: 1937
- Campionato argentino: 2

River Plate: 1941, 1942